# George Read
George Read (ur. 18 września 1733 w hrabstwie Cecil w stanie Maryland, zm. 21 września 1798 w New Castle w stanie Delaware) – amerykański prawnik i polityk.
Był sygnatariuszem Konstytucji Stanów Zjednoczonych. W latach 1777–1778 pełnił funkcję prezydenta stanu Delaware, a w latach 1789–1793 reprezentował ten stan w Senacie Stanów Zjednoczonych.